# Великое общество
«Вели́кое о́бщество» (англ. Great Society) представляло собой набор внутренних программ, предлагавшихся или принятых в США по инициативе президента Линдона Джонсона в целях построения «Великого общества», в котором не будет бедности. Двумя важнейшими целями «Великого общества» являлись проведение социальных реформ с целью искоренения бедности и расовой сегрегации. В это время были также запущены новые и крайне важные программы по реформированию образования и системы медицинского обслуживания, а также по решению проблем урбанизации и транспорта. «Великое общество» в целом напоминало «Новый курс» Рузвельта, но главное отличие заключалось в принятых программах.
Некоторые из проектов «Великого общества» были инициированы Джоном Кеннеди, предшественником Джонсона на посту президента. Основным залогом успеха Линдона Джонсона являлись его умение убеждать и тотальный успех демократов на выборах 1964 года, который в свою очередь привёл в Конгресс большое количество либералов. Демократы, выступавшие против войны во Вьетнаме, заявляли, что астрономические траты на войну просто «задушили» «Великое Общество». В то время, как некоторые из программ были свёрнуты либо их финансирование было существенно сокращено, многие из них, такие как Медикэр и Медикейд, а также программа федерального финансирования образования, продолжают действовать до сих пор.

## Экономические и социальные условия
В отличие от «Нового курса» Рузвельта, который являлся ответом на катастрофическую финансовую и экономическую ситуацию Великой депрессии, «Великое общество» пришлось на время упадка послевоенного периода процветания, но до того как этот упадок успел коснуться среднего и высшего классов. Президент Кеннеди предложил снизить верхний уровень налогообложения на 20 % (с 91 % до 71 %). Оно было принято в феврале 1964 года (через 3 месяца после убийства Кеннеди) Линдоном Джонсоном. Внутренний валовый продукт вырос на 10 % за первый год ослабления налогообложения. Рост экономики с 1961 по 1966 год составил 4,5 %. Личные доходы американцев только за один 1966 год выросли на 15 %. Количество собранных налогов стремительно выросло с 94 миллиардов долларов в 1961 до 150 миллиардов долларов в 1967 году. В связи с послевоенным увеличением рождаемости в период с 1965 по 1980 год прирост рабочей силы в США был в 2,5 раза больше, чем в период с 1950 по 1965 год.
При этом в стране начал развиваться серьёзный социальный кризис. Расовая сегрегация разрывала юг страны. Набирало силу движение за гражданские права. Городские бунты начались в 1964 году в негритянских районах Нью-Йорка и Лос-Анджелеса. К 1968 году во многих городах наблюдалась такая же ситуация, что в свою очередь привело к серии жёстких политических реакций.

## Речь в Анн-Арборе
Линдон Джонсон представил цели «Великого общества» в своей речи в Мичиганском университете в Анн-Арборе 22 мая 1964 года. Формулировку «Великое общество», придуманную спичрайтером президента Ричардом Гудвином, Джонсон использовал и до этой речи, но до этого не придавал ей важного значения. В этом обращении, которое предшествовало партийному съезду в год выборов президента, Джонсон изложил свои планы решения предстоящих проблем.